# Lee Se-young
Lee Se-young (en hangul, 이세영; nacida el 20 de diciembre de 1992 en Seúl) es una actriz de Corea del Sur.

## Carrera
Es miembro de la agencia Prain TPC.

### Inicios
Comenzó su carrera como actriz infantil y se hizo más conocida por su participación en las películas  When I Turned Nine, Lovely Rivals, y The Wonder Years.
Mientras que al inicio de sus veinte años Lee también participó en series de televisión tales como Missing You y Adolescence Medley y en las películas Horror Stories 2 y Hot Young Bloods.

### 2016–presente: creciente popularidad
Adquirió mayor popularidad después de protagonizar el drama familiar The Gentlemen of Wolgyesu Tailor Shop (2016), por la cual recibió críticas favorables. Ella y su coestrella Hyun Woo fueron apodados como la pareja ahchoo por los fanáticos. También ganó el premio a Mejor Actriz revelación, categoría televisión en los Baeksang Arts Award por su actuación.
En 2017 tuvo su primer papel protagonista en señal abierta para la estación KBS2 con el drama juvenil Hit the Top. También uniéndose al elenco de la serie web ¿How Are You Bread? junto a Suho de Exo. Luego participó en la comedia romántica de fantasía A Korean Odyssey, de las hermanas Hong, y recibió elogios por su interpretación de una chica zombi.
En agosto del 2018 se anunció que se había unido al elenco de la película Gwanghae, donde dio vida a Yoo So-yoon, una joven de quien tanto el payaso Ha Seon y el rey Lee Heon se enamoran. Cuando entra al palacio como una princesa heredera So-yoon vive una vida de recién casados pacífica pero breve con el rey, pero ahora como reina, está decepcionada de ver a su rey perder de vista sus ideales. Sin saber que Lee Heon y Ha Seon cambian de lugar, su corazón experimenta un cambio cuando ve el comportamiento cambiado del "rey" quien ahora en realidad es Ha Seon.
El 19 de julio del 2019 se unió elenco principal de la serie Doctor John, donde interpretó a la anestesista Kang Si-young, una doctora que siempre ha estado en la cima de su clase en toda la escuela de medicina, hasta el final de la serie el 7 de septiembre del mismo año.
El 11 de marzo del 2020 se unió al elenco principal del drama Memorist, donde dio vida a Han Sun-mi, una genio perfiladora, hasta el final de la serie el 30 de abril del mismo año.
El 26 de octubre del mismo año se unió al elenco principal de la serie Kairos, donde interpretó a Han Ye-ri, una mujer que lucha por sobrevivir en su difícil vida y que pronto cae en desesperación cuando su madre desaparece de repente, hasta el final de la serie el 22 de diciembre del mismo año.
En mayo de 2021 se confirmó que se uniría al elenco de la serie The Red Sleeve Cuff donde dará vida a la Noble Consorte Real Ui.
En abril de 2022 se confirmó que se uniría al elenco principal de la serie The Law Cafe, donde da vida a Kim Yu-ri, una abogada que fue concursante de Miss Corea.

## Filmografía

### Series de televisión
| Año     | Título                                | Rol                                 | Red          | Notas                                     | Ref.                 |
| ------- | ------------------------------------- | ----------------------------------- | ------------ | ----------------------------------------- | -------------------- |
| 1997    | The Brothers' River                   |                                     | SBS          |                                           |                      |
| 1998    | The Path of the Great Dynasty         | Princesa Cheongseon                 | MBC          |                                           |                      |
| 1998    | My Mother's Daughters                 |                                     | SBS          |                                           |                      |
| 1999    | Did We Really Love?                   | Kang Jae-young                      | MBC          |                                           |                      |
| 1999    | Promise                               |                                     | SBS          |                                           |                      |
| 1999    | 위험한 자장가                         | Im Ja-min                           | KBS2         | Sunday Best                               |                      |
| 2000    | 송이야 놀자                           | Kang Song-yi                        | MBC          | MBC Best Theater                          |                      |
| 2000    | 그, 그녀에게 버림받다                 |                                     | MBC          | MBC Best Theater                          |                      |
| 2000    | Foolish Princes                       | Yeo Sat-byul                        | MBC          |                                           |                      |
| 2001    | I Want to See Your Face               | Lee So-dam                          | MBC          |                                           |                      |
| 2002    | Present                               | Kim Da-hee                          | MBC          |                                           |                      |
| 2002    | Robinson Crusoe in the Classroom      | Lee Hye-jung                        | EBS          | Cuentos de hadas originales en televisión |                      |
| 2002    | My Love Patzzi                        | Yang Song-yi                        | MBC          |                                           |                      |
| 2002    | Kitchen Maid                          |                                     | MBC          |                                           |                      |
| 2003    | Country Princess                      | Lee Eun-hee                         | MBC          |                                           |                      |
| 2003    | Land of Wine                          | Lee Sun-hee                         | SBS          |                                           |                      |
| 2003    | Queen of Disco                        | Kang Soo-ji                         | KBS2         | Drama City                                |                      |
| 2003    | Merry Go Round                        | Sung Eun-kyo                        | MBC          |                                           |                      |
| 2003    | Dae Jang Geum                         | Choi Geum-young (de joven)          | MBC          |                                           |                      |
| 2004    | Beijing My Love                       | Jang Na-ra                          | KBS2         |                                           |                      |
| 2005    | HDTV Literature "Sonaki"              | Mujer                               | KBS2         |                                           |                      |
| 2005    | Single Again                          | Lee Soo-jin                         | SBS          |                                           |                      |
| 2005    | Sisters of the Sea                    | Song Choon-hee (de joven)           | MBC          |                                           |                      |
| 2006    | Unstoppable High Kick!                | Lee Se-young                        | MBC          | Iinvitada, episodio 143                   |                      |
| 2008    | Kokkiri (Elephant)                    | Gook Se-young                       | MBC          |                                           |                      |
| 2011    | Yeongdeok Women's Wrestling Team      | Cha Bong-hee                        | KBS2         | Drama Special                             |                      |
| 2011    | Bachelor's Vegetable Store            | Han Tae-in                          | Channel A    |                                           |                      |
| 2012    | Dream of the Emperor                  | Chun Gwan-nyeo                      | KBS1         |                                           |                      |
| 2012    | Missing You                           | Han Ah-reum                         | MBC          |                                           |                      |
| 2013    | Goddess of Marriage                   | Noh Min-jung                        | SBS          |                                           |                      |
| 2013    | Adolescence Medley                    | Yang Ah-young                       | KBS2         |                                           |                      |
| 2013    | Haneuljae's Murder                    | Mi-soo                              | MBC          | Drama Festival                            |                      |
| 2014    | Trot Lovers                           | Park Soo-in                         | KBS2         |                                           |                      |
| 2014    | Plus Nine Boys                        | Sun-A (cameo)                       | tvN          |                                           |                      |
| 2016    | Vampire Detective                     | Han Gyeo-wool                       | OCN          |                                           |                      |
| 2016    | The Gentlemen of Wolgyesu Tailor Shop | Min Hyo-won                         | KBS2         |                                           |                      |
| 2017    | Hit the Top                           | Choi Woo-seung                      | KBS2         |                                           |                      |
| 2017    | A Korean Odyssey                      | Jin Bu-Ja / Jung Se-ra / Ah Sa-nyeo | tvN          |                                           |                      |
| 2019    | The Crowned Clown                     | Yoon So-woon                        | tvN          |                                           |                      |
| 2019    | Doctor John                           | Dra. Kang Si-young                  | SBS          |                                           |                      |
| 2020    | How Are U Bread                       | Noh Mi-rae                          | Seezn        |                                           |                      |
| 2020    | Memorist                              | Han Sun-mi                          | tvN          |                                           | [ 32 ]               |
| 2020    | Pit-A-Pat Pit-A-Pat                   |                                     |              | Audiodrama                                | [ 33 ]               |
| 2020    | Kairos                                | Han Ye-ri                           | MBC          |                                           |                      |
| 2021-22 | The Red Sleeve Cuff                   | Noble Consorte Real Ui              | MBC          |                                           | [ 34 ]               |
| 2022    | The Law Cafe                          | Kim Yu-ri                           | KBS2         |                                           | [ 29 ]               |
| 2023-24 | The Story of Park's Marriage Contract | Park Yeon-woo                       | MBC          |                                           | [ 35 ] [ 36 ] [ 37 ] |
| 2024    | What Comes After Love                 | Choi Hong                           | Coupang Play |                                           | [ 38 ] [ 39 ] [ 40 ] |
| 2024    | Jeong-nyeon: The Star Is Born         | Baek Do-aeng                        | tvN          |                                           | [ 41 ]               |
| 2025    | Motel California                      | Ji Kang-hee                         | MBC          |                                           | [ 42 ] [ 43 ] [ 44 ] |

### Cine
| Año  | Título                            | Rol                             | Notas           |
| ---- | --------------------------------- | ------------------------------- | --------------- |
| 2004 | Dance with Solitude               | Young-hee                       |                 |
| 2004 | When I Turned Nine                | Jang Woo-rim                    |                 |
| 2004 | Lovely Rivals                     | Go Mi-nam                       |                 |
| 2005 | My Lovely Week                    | Jasmine, una aspirante a actriz | cameo           |
| 2007 | The Wonder Years                  | Soo-ah                          |                 |
| 2012 | All About My Wife                 | acosadora de Jang Sung-ki       | cameo           |
| 2012 | Grape Candy                       | cliente en el banco             | cameo           |
| 2013 | Horror Stories 2                  | Se-young                        | segmento: "444" |
| 2014 | Hot Young Bloods                  | So-hee                          |                 |
| 2019 | Lingering                         | Yoo-mi                          | [ 45 ]          |
| 2019 | Gwanghae: The Man Who Became King | Yoo So-yoon                     |                 |
| 2020 | Hotel Lake                        | Yoo Mi                          | [ 46 ]          |

### Vídeo musical
| Año  | Título de la canción   | Artista                         |
| ---- | ---------------------- | ------------------------------- |
| 2002 | "S.Ⅱ.S (Soul To Soul)" | S.E.S                           |
| 2008 | "가슴아 그만"          | Black                           |
| 2011 | "Don't Touch My Girl"  | Boyfriend                       |
| 2014 | "If I"                 | Chung Dong-ha                   |
| 2014 | "I Feel on You"        | Lee Seung-hwan feat. Lee So-eun |

### Programas de televisión
| Año     | Programa                                 | Función            | Notas   | Ref.          |
| ------- | ---------------------------------------- | ------------------ | ------- | ------------- |
| 2017    | Lipstick Prince                          | Invitada           | Ep. 2.1 |               |
| 2018-19 | Weekend Instruction Manual               | Miembro del equipo |         | [ 47 ] [ 48 ] |
| 2022    | Knowing Bros (Ask Us Anything)           | Invitada           | Ep. 320 | [ 49 ]        |
| 2024    | Europe Outside the Tent - Romantic Italy | Miembro del equipo |         | [ 40 ]        |

### Presentadora
| Año  | Evento                    | Notas                     |
| ---- | ------------------------- | ------------------------- |
| 2021 | 57th Baeksang Arts Awards | presentadora de categoría |
| 2020 | 34th Golden Disc Awards   | presentadora de categoría |
| 2018 | 54th Baeksang Arts Award  | presentadora invitada     |

### Revistas / sesiones fotográficas
| Año  | Título           | Notas  |
| ---- | ---------------- | ------ |
| 2020 | Singles Magazine | [ 53 ] |

## Premios y nominaciones
| Año  | Premio                                                                     | Categoría                       | Nominación                            | Resultado |
| ---- | -------------------------------------------------------------------------- | ------------------------------- | ------------------------------------- | --------- |
| 2004 | 12 Chunsa de Arte cinematográfico de Premios                               | Mejor Actriz Joven              | Cuando Cumplí Nueve                   | Ganadora  |
| 2004 | 3 de Korean Film Awards                                                    | Mejor Actriz Revelación         | Cuando Cumplí Nueve                   | Nominada  |
| 2005 | 41 Baeksang Arts Awards                                                    | Mejor Actriz Nueva (Película)   | Preciosos Rivales                     | Nominada  |
| 2005 | 19 de KBS Drama Awards                                                     | Mejor Actriz Joven              | Sonaki                                | Ganadora  |
| 2016 | 30 KBS Drama Awards                                                        | Mejor Actriz Revelación         | The Gentlemen of Wolgyesu Tailor Shop | Ganadora  |
| 2016 | 30 KBS Drama Awards                                                        | Mejor Pareja (junto a Hyun Woo) | The Gentlemen of Wolgyesu Tailor Shop | Ganadora  |
| 2017 | 53 Baeksang Arts Awards                                                    | Mejor Actriz Nueva (Televisión) | The Gentlemen of Wolgyesu Tailor Shop | Ganadora  |
| 2017 | 10 de Korea Drama Awards                                                   | Mejor Actriz Revelación         | The Gentlemen of Wolgyesu Tailor Shop | Nominada  |
| 2019 | Female Excellence Award                                                    | Korea Drama Award               | The Crowned Clown                     | Ganadora  |
| 2019 | Best Couple Award (junto a Ji Sung)                                        | 27th SBS Drama Award            | Doctor John                           | Nominada  |
| 2019 | Excellence Award in Miniseries (Female)                                    | 27th SBS Drama Award            | Doctor John                           | Ganadora  |
| 2020 | Top Excellence Award, Actress in a Monday-Tuesday Miniseries / Short Drama | 39th MBC Drama Award            | Kairos                                | Nominada  |
| 2020 | Best Couple Award (junto a Shin Sung-rok)                                  | 39th MBC Drama Award            | Kairos                                | Nominados |
| 2021 | Top Excellence Award, Actress in a Miniseries                              | 2021 MBC Drama Award            | The Red Sleeve Cuff                   | Ganadora  |
| 2021 | Best Couple Award (junto a Lee Jun-ho)                                     | 2021 MBC Drama Award            | The Red Sleeve Cuff                   | Ganadores |
| 2022 | Best Actress                                                               | 58th Baeksang Arts Award        | The Red Sleeve Cuff                   | Pendiente |